# Maxillaria fractiflexa
Maxillaria fractiflexa är en orkidéart som beskrevs av Heinrich Gustav Reichenbach. Maxillaria fractiflexa ingår i släktet Maxillaria och familjen orkidéer.
Artens utbredningsområde är Ecuador. Inga underarter finns listade i Catalogue of Life.